# Foveosculum semipictum
Foveosculum semipictum är en stekelart som först beskrevs av Joseph Kriechbaumer 1894.  Foveosculum semipictum ingår i släktet Foveosculum och familjen brokparasitsteklar. Inga underarter finns listade i Catalogue of Life.